# Podgoródnaia Kàmenka
Podgoródnaia Kàmenka (en rus: Подгородная Каменка) és un poble de l'óblast d'Uliànovsk, a Rússia, que el 2010 tenia 176 habitants. Pertany al districte municipal d'Uliànovsk.